# چاه سوخته
چاه سوخته، روستایی از توابع بخش مرکزی شهرستان ششتمد در استان خراسان رضوی ایران است.

## جمعیت
این روستا در دهستان تکاب کوه میش قرار دارد و براساس سرشماری مرکز آمار ایران در سال ۱۳۸۵، جمعیت آن ۴۱ نفر (۹خانوار) بوده‌است.